# Lars Frederiksen and the Bastards (album)
Albums de Lars Frederiksen and the Bastards
Viking (album)
Lars Frederiksen and the Bastards est le premier album du groupe Lars Frederiksen and the Bastards sorti en 2001. Le groupe est le projet solo du guitariste de Rancid Lars Frederiksen.

## Liste des chansons
Toutes les chansons sont écrites par Lars Frederiksen et Tim Armstrong excepté noté.
1. Intro – 0:13
2. Dead American – 2:06
3. Six Foot Five – 2:18
4. To Have and to Have Not (Billy Bragg) – 2:46
5. Army of Zombies – 2:39
6. Campbell, CA – 2:17
7. Wine and Roses – 3:21
8. Anti-Social – 2:06
9. 10 Plagues of Egypt – 2:30
10. Leaving Here (Edward Holland, Jr., Lamont Dozier, Brian Holland) – 2:40
11. Subterranean – 4:06
12. Skunx – 3:06
13. Vietnam – 4:07

## Membres
- Lars Frederiksen - chant, guitare
- Tim Armstrong - guitare, chœurs, producteur, mixage, ingénieur
- Big Jay Bastard - basse
- Skatty Punk Rock - batterie
- The Unknown Bastard - chant
- Dave Carlock - ingénieur, mixage
- Jesse Fischer - couverture album
- Brody Dalle -  photo album